# Sky Show
Sky Show è stato un canale televisivo italiano di intrattenimento edito da Sky Italia e diretto da Stefano Orsucci. È stato disponibile sul canale 116 fino al 20 aprile 2009.
Il canale proponeva programmi comici italiani, come Shake It (prodotto dal canale stesso) o il classico (rilevato da Happy Channel) Scherzi a parte, stranieri, sit-com e telefilm; il suo slogan era Si fa per ridere.
Inoltre è stato disponibile Sky Show Mobile per gli abbonati a Vodafone Sky TV.
Dal 12 gennaio al 20 aprile 2009, Sky Show trasmise il Grande Fratello 9 in diretta 24 ore su 24.
In seguito alla nascita di Sky Uno, avvenuta il 1º aprile 2009, dal 21 aprile 2009 il canale viene sostituito da Sky Uno +1, versione timeshift del canale madre.

## Programmi

### Serie televisive
- Aída
- Batman
- H
- Rodney
- Crumb
- Radio Sex
- Moonlighting
- Tre cuori in affitto
- Absolutely Fabulous
- Green Wing
- Sport Night
- Weeds
- Cuori senza età
- Birra e patatine
- Samantha Oups!

### Varietà
- Shake It
- Geppi Hour
- Scherzi a parte Remix
- Seven Show

### Film
- Ciclo Funny and Gay (ogni venerdì sera - 2007)

### Reality
- Grande Fratello 9 in diretta 24 ore su 24